# Hugo Schwarz
Hugo Curt Bohemund Schwarz (* 7. November 1817 in Trachenberg; † 28. August 1897 in Sellin) war ein deutscher Reichsgerichtsrat.

## Leben
1840 wurde der Katholik Schwarz vereidigt und Gerichtsreferendar. Im Jahr 1845 war er Gerichtsassessor in Breslau. 1846 wurde er Rat beim Fürstentumsgericht Trachenberg. 1854 wurde er Kreisgerichtsrat in Trachtenberg und 1860 Kreisgerichtsdirektor. 1863 folgte die Beförderung zum Appellationsgerichtsrat in Breslau. 1872 wurde er zum Rat des Obertribunals in Berlin ernannt. 1879 kam er an das neugegründete Reichsgericht. Zunächst war er als Hilfsrichter im II. Hilfssenat tätig, dann wurde er 1880 Rat im III. Strafsenat. 1892 trat er in den Ruhestand. Er starb 1897 an einer Herzschwäche und wurde auf dem Johannes-Friedhof in Leipzig beerdigt.

## Ehrungen
- Ritter des preussischen Roten Adler-Ordens II. Klasse mit Eichenlaub und Stern
- Preussischer Kronen-Orden IV. Klasse mit dem roten Kreuz am Erinnerungsband
- Ehrenbürger der Stadt Trachenberg
- Ehrenmitglied des Samaritervereins, der Schützengesellschaft in Leipzig; Ehrenmitglied des Schlesischen Forstvereins und der  Schlesischen Gesellschaft für Vaterländische Cultur

## Familie
Seine Eltern waren der Trachenberger Bürgermeister und Stadtrichter Justizrat Ludwig Schwarz (1770–1846) und Johanna Krocker, eine Tochter des Breslauer Botanikers und Arztes Anton Johann Krocker (1744–1779). Er war ein Cousin des Malers Carl Friedrich Lessing. Sein Vater hatte einen kleinen literarischen Zirkel, in dem  Karl von Holtei Mitglied war (Vierzig Jahre). Er war verheiratet mit Agnes Brier († 1881). Das Paar hatte keine Kinder.